# Porrima
In de Romeinse mythologie was Porrima of Prorsa een godin van de geboorte, die ervoor zorgde dat het kind in de juiste houding (de hoofdgeboorte) ter wereld kwam. Ze was de metgezel van de godin Carmenta, die ook werd aangeroepen door vrouwen tijdens de geboorte. Porrima's tegenhanger was Postversa, die kinderen met de voeten eerst geboren liet worden.

## Gerelateerde onderwerpen
- Geboorte
- Romeinse mythologie